# Kazuyuki Morisaki
Kazuyuki Morisaki (Hiroshima, 9 mei 1981) is een Japans voetballer.

## Carrière
Kazuyuki Morisaki tekende in 1999 bij Sanfrecce Hiroshima.